# Bridges of Love
Bridges of Love é uma telenovela filipina exibida pela ABS-CBN entre 16 de março e 7 de agosto de 2015, estrelada por Maja Salvador, Jericho Rosales e Paulo Avelino.

## Enredo
A história compartilha o conto de dois irmãos, Gael e Carlos, que estavam vinculados por sua promessa um ao outro, mas separados por uma tragédia lamentável de culpa e ódio. Eles serão ponte por meio de amor encarnado pelo mesmo senhora de interesse - Mia, que foi o maior amor de Gael, ea mulher que completou coração partido de Carlos.

## Elenco

### Elenco principal
- Maja Salvador como Mia Sandoval
- Jericho Rosales como Gabriel "Gael" Nakpil
- Paulo Avelino como Carlos Antonio / Manuel "JR" Nakpil, Jr.
- Antoinette Taus como Camille Panlilio
- Edu Manzano como Lorenzo Antonio
- Carmina Villaroel como Alexa Meyers-Antonio

### Elenco de apoio
- Lito Pimentel como Manuel Nakpil, Sr.
- William Lorenzo como Ramon Sandoval
- Maureen Mauricio como Marilen Mendoza-Nakpil
- Malou de Guzman como Manang Vida
- Joross Gamboa como Buboy
- Janus del Prado como Muloy
- Nikka Valencia como Tiyang Des
- Max Eigennmann como Georgina
- Justin Cuyugan como Henson Lee
- John Manalo como Tres Nakpil
- Manuel Chua
- Jopay Paguia como Venus

### Elenco de convidados
- Lorenzo Mara como Tony Meyers
- Toby Alejar como Robert Panlilio
- Alvin Anson como Willy
- Carla Humphries como Ivanka Vallera
- Marilyn Villamayor como Chanda

### Participações especiais
- Bugoy Cariño como Gabriel "Gael" Nakpil (jovem)
- Izzy Canillo como Manuel "JR" Nakpil, Jr. (jovem)
- Desiree del Valle como Marilen Mendoza-Nakpil (jovem)
- Jason Abalos como Manuel Nakpil, Sr. (jovem)
- Baron Geisler como Lorenzo Antonio (jovem)
- Matt Evans como o inimigo de Carlos (primeiro episódio)
- Grae Fernandez como Manuel "JR" Nakpil, Jr. / Carlos Antonio (adolescente)
- Jairus Aquino como Gabriel "Gael" Nakpil (adolescente)
- Janice Jurado como Nancy (a mãe de Muloy)
- Encar Benedicto como professor da escola de JR
- Lance Lucido como Muloy (jovem)
- Jerould Aceron como Muloy (adolescente)

## Exibição
| País/Região    | Emissora                | Data de estréia     | Data de final       | Título          |
| -------------- | ----------------------- | ------------------- | ------------------- | --------------- |
| Filipinas      | ABS-CBN                 | 16 de março de 2015 | 8 de agosto de 2015 | Bridges of Love |
| Estados Unidos | TFC                     | março de 2015       | agosto de 2015      | Bridges of Love |
| Canadá         | TFC                     | março de 2015       | agosto de 2015      | Bridges of Love |
| Japão          | TFC                     | março de 2015       | agosto de 2015      | Bridges of Love |
| Taiwan         | TFC                     | março de 2015       | agosto de 2015      | Bridges of Love |
| Hong Kong      | TFC                     | março de 2015       | agosto de 2015      | Bridges of Love |
| Indonésia      | TFC                     | março de 2015       | agosto de 2015      | Bridges of Love |
| Singapura      | TFC                     | março de 2015       | agosto de 2015      | Bridges of Love |
| Austrália      | TFC                     | março de 2015       | agosto de 2015      | Bridges of Love |
| Europa         | TFC                     | março de 2015       | agosto de 2015      | Bridges of Love |
| Médio Oriente  | TFC                     | março de 2015       | agosto de 2015      | Bridges of Love |
| Peru           | Panamericana Televisión | 25 de abril de 2016 | 12 de julho de 2016 | Puentes de amor |
| Tailândia      | Bright TV               |                     |                     |                 |